# Babe (1995)
Babe (bra: Babe - O Porquinho Atrapalhado ou Babe, o Porquinho Atrapalhado; prt: Um Porquinho Chamado Babe) é um filme australo-americano de 1995, dos gêneros aventura, fantasia e comédia dramática, dirigido por Chris Noonan, produzido por George Miller e escrito por ambos. Os papéis principais são interpretados por James Cromwell e Magda Szubanski, com as vozes de Christine Cavanaugh, Miriam Margolyes, Hugo Weaving e Danny Mann.
É uma adaptação do romance The Sheep-Pig (1983), também conhecido nos Estados Unidos como Babe: The Gallant Pig, do escritor britânico Dick King-Smith. O enredo gira em torno de um porco criado como gado que quer fazer o trabalho de um cão pastor. Centenas de animais, treinados por Miller e 59 assistentes, foram necessários para a produção do filme. Os animais centrais foram interpretados por uma combinação de porcos reais com minuciosas réplicas animatrônicas e cães da raça border collie.
Depois de sete anos de desenvolvimento, Babe foi filmado em Robertson, Nova Gales do Sul, Austrália. Os efeitos visuais dos animais falantes foram providenciados pelos estúdios Rhythm & Hues e Jim Henson's Creature Shop. O filme se tornou um grande sucesso de bilheteria e crítica, arrecadando cerca de 254 milhões de dólares em todo o mundo. Recebeu indicações para sete prêmios da Academia, incluindo o Oscar de melhor filme, tendo vencido a estatueta de melhores efeitos visuais. O longa-metragem ganhou uma continuação chamada Babe: Pig in the City em 1998, com direção de Miller.

## Enredo
Esta é a história de uma alma sem preconceitos... e como isso mudou o nosso vale para sempre.— Primeira linha dita pelo narrador do filme.
Um leitão órfão chamado Babe é escolhido como prêmio de uma competição numa feira rural. Adquirido pelo fazendeiro Arthur Hoggett, ele é levado para um celeiro, onde conhece vários animais da fazenda e é acolhido como filho por Fly, uma atenciosa border collie cujo parceiro, Rex, tem uma visão rígida sobre a função de cada animal naquele ambiente.
Ferdinand, um pato que canta como galo de manhã a fim de ser considerado útil e poupado de virar refeição, convence Babe a ajudá-lo a roubar um despertador adquirido por Esme Hoggett, a esposa do fazendeiro. Durante a missão, eles acordam a gata de estimação de Esme, e na confusão acabam destruindo a sala de estar. Rex ordena que Babe se afaste da casa e do pato.
No Natal, Arthur impede que Babe seja morto para a ceia. Depois de Babe alertá-lo sobre ladrões de ovelhas, o fazendeiro percebe que o suíno é capaz de organizar galinhas em grupos e decide lhe dar uma chance de pastorear ovelhas. Maa, uma ovelha idosa e doente, convence suas iguais a ajudarem Babe. Rex, indignado, acha que isso é um insulto aos cães pastores e confronta Fly. Na luta, ele morde Hoggett acidentalmente e acaba por ser acorrentado, amordaçado e sedado por um veterinário.
Mutilada por cães ferozes, Maa morre na frente de Babe. Hoggett pensa que o porco a matou e decide abatê-lo. Depois de ouvir das ovelhas o que realmente aconteceu, Fly distrai o fazendeiro por tempo suficiente até Esme mencionar que cães estão matando ovelhas em fazendas vizinhas. Esme sai em uma viagem e Hogget decide inscrever Babe num concurso de cães pastores.
Durante a noite chuvosa, Hoggett permite que Babe e Fly fiquem dentro de casa. A gata arranha Babe e Hoggett a expulsa. Ela volta e revela ao leitão que os humanos comem porcos. Angustiado, o porquinho decide fugir e é encontrado num cemitério. Hoggett canta uma canção para Babe, que restaura sua confiança no fazendeiro.
Na competição, Hogget e Babe se apresentam diante das risadas da multidão na arquibancada. As ovelhas ignoram Babe. Decidido a se redimir, Rex corre para a fazenda, onde as ovelhas revelam-lhe a senha secreta delas; ele promete tratá-las melhor dali em diante. Rex retorna e passa a senha a Babe, cujos pedidos são atendidos pelas ovelhas. A multidão aplaude, os juízes dão a nota máxima e Esme acompanha tudo pela televisão. Hoggett olha para Babe e diz com um sorriso: "Arrasou, porco! Arrasou."

## Elenco
A seguir, a relação do elenco original conforme a ordem mostrada nos créditos de encerramento do filme:
- Christine Cavanaugh — Babe (voz)
- Miriam Margolyes — Fly (voz)[nota 3]
- Danny Mann — Ferdinand (voz)[nota 4]
- Hugo Weaving — Rex (voz)
- Miriam Flynn — Maa (voz)
- Russi Taylor — Gata (voz)
- Evelyn Krape — Ovelha Idosa (voz)
- Michael Edward-Stevens — Cavalo (voz)
- Charles Bartlett — Vaca (voz)
- Paul Livingston — Galo (voz)
- Roscoe Lee Browne — Narrador
- James Cromwell — Fazendeiro Hoggett
- Magda Szubanski — Esme Hoggett
- Zoe Burton — Filha
- Paul Goddard — Genro
- Wade Hayward — Neto
- Brittany Byrnes — Neta
- Mary Acres — Valda
- Janet Foye, Pamela Hawken e Karen Gough — Camponesas
- David Webb — O veterinário
- Marshall Napier — Presidente dos jurados
- Hec Macmillan e Ken Gregory — Homens do Lions Club
- Nicholas Lidstone — Ladrão de ovelhas
- Trevor Read e Nicholas Blake — Eletricistas
- Matthew Long — Oficial de julgamento dos cães pastores
- John Doyle e Mike Harris — Comentaristas da televisão

Os filhotes de Fly foram dublados por Ross Bagley, Rachel Davey, Jazzmine Dillingham, Kevin Woods, Gemini Barnett, Debi Derryberry e Courtland Mead. As ovelhas, por sua vez, receberam as vozes de Jane Alden, Patrika Darbo, Julie Forsyth, Rosanna Huffman, Tina Lifford, Linda Phillips, Kerry Walker, Kimberly Bailey, Michelle Davison, Maeve Germaine, Carlyle King, Gennie Nevinson e Paige Pollack.

## Produção

### Desenvolvimento
Babe é baseado no romance The Sheep-Pig, do autor britânico Dick King-Smith, sobre um leitão órfão que mora numa fazenda e quer se tornar um cão pastor. King-Smith foi fazendeiro por 20 anos até se tornar, aos 55, escritor de literatura infantil. Para criar essa história, ele se inspirou numa tradição da pequena área rural onde vivia. Anualmente, realizava-se uma feira na qual um pequeno leitão era oferecido como prêmio à pessoa que adivinhasse seu peso com mais precisão. O escritor imaginou o que aconteceria se alguém ganhasse um porco numa feira como essa, mas decidisse que o suíno "não seria destinado ao congelamento, mas sim a coisas mais altas". King-Smith levou apenas três semanas para escrever o livro, que foi publicado em 1983.
A obra, comercializada no Reino Unido como The Sheep Pig e nos Estados Unidos como Babe the Gallant Pig, venceu diversos prêmios, incluindo o Guardian Children's Fiction Award de 1984, no Reino Unido, e o Horn Book Award do Boston Globe, em 1985. George Miller conheceu o livro em 1986, durante um longo voo da British Airways de Sydney para Londres. Com fones de ouvido, ele escutava um programa radiofônico infantil no qual a apresentadora fazia comentários sobre livros. Intrigado com os risos e o entusiasmo da mulher ao falar sobre The Sheep-Pig, Miller anotou o título para comprá-lo quando chegasse a Londres. Após ler o romance, ele ficou encantado com a história.
Dentro de poucos meses, ele contatou os agentes de King-Smith em Londres e negociou a compra dos direitos do livro. Como a trama envolvia muitos animais que conversavam entre si, não havia concorrência pela aquisição, e Miller conseguiu adquiri-la a um preço bastante razoável. Era esperado que o livro fosse adaptado para um filme de animação, mas essa não era a vontade de Miller. Os personagens animais eram tão realistas que ele sentia que a história funcionaria muito melhor com animais vivos e considerava que um longa-metragem animado seria imediatamente rotulado de filme infantil, reduzindo drasticamente seu público potencial. O cineasta queria que o filme também atraísse os adultos, pois acreditava que a história também tocaria esse público.
Ao evitar a animação, Miller se deparou com outro problema, pois a tecnologia de computação gráfica capaz de fazer os animais reais parecerem falar ainda estava longe de existir naquela época e a maioria das pessoas duvidava que isso fosse possível algum dia. Miller, entretanto, não desistiu da ideia, segundo ele, motivado pela própria mensagem do livro: "aquele porquinho [...] tentando fazer algo com a bondade de seu coração, mas sendo zombado por animais preconceituosos e pessoas que não o deixavam fazer coisas de cachorro, bem, o espírito da coisa me incentivou de alguma forma".

### Roteiro e pré-produção
Miller optou por confiar a direção do filme a outro cineasta, pois ele acreditava que o longa-metragem, se fosse para ser feito com animais vivos, precisaria de um diretor particularmente talentoso, detalhista e com muita paciência (mais, segundo Miller, do que ele próprio possuía). Miller então conseguiu entrar em contato com Chris Noonan, um diretor australiano com quem havia trabalhado antes. Noonan comentou:
Peguei o livro, o li e fiquei muito emocionado com a história. Eu ria muito enquanto estava lendo e, quando terminei, estava com lágrimas nos olhos. E isso me pareceu meio doido: que uma história extravagante sobre um porco fizesse um homem adulto chorar. [...] Depois de conversar sobre o livro com George, discutimos as perspectivas de adaptá-lo para um filme. Ele era a favor de usar a animação digital como a única técnica, mas essa era uma indústria incipiente na época. As técnicas eram rudimentares e não havia garantias de que o filme pudesse ser feito com elas. [...] De alguma forma, a pura impossibilidade de tudo isso me deixava muito mais atraído [pelo projeto].
Em 1988, Miller e Noonan deram o primeiro passo na construção do filme: a elaboração do roteiro. Inicialmente, eles se encontravam todos os dias e conversavam sobre todos os aspectos da história e então decidiram fazer algumas alterações em relação ao romance de King-Smith. Dois novos personagens animais foram adicionados: o pato Ferdinand para alívio cômico e o cão pastor Rex para proporcionar um pouco mais de tensão. Visando enfatizar a ideia de que os animais servem de alimento, os cineastas acrescentaram uma cena inicial em que Babe observa a mãe ser levada para o matadouro; o romance, por sua vez, começa com Hoggett tentando adivinhar o peso do porco na feira. Também tornaram bem mais elaborado o momento no qual o fazendeiro descobre a inocência do leitão no caso da morte da ovelha. Além disso, deixaram a Sra. Hoggett com uma personalidade mais fria, pois no livro ela até trata Babe como animal de estimação, mas no filme quer apenas matá-lo para comer.
Depois de aproximadamente três meses, Miller e Noonan desenvolveram um minucioso guia com storyboards para a construção de cada cena do filme. Nessa altura, os cineastas interromperam as reuniões para que Noonan escrevesse o primeiro rascunho de um roteiro. Concluída essa etapa, a dupla reuniu-se novamente para discutir o que funcionaria ou não na narrativa. Após todas as análises, Noonan retirou-se para escrever o segundo rascunho. Esse processo continuou ao longo de, aproximadamente, quatro anos; ao todo, foram escritos cerca de vinte rascunhos até que os cineastas estivessem satisfeitos. Com a pré-produção programada para levar dezoito meses, a produção seis e pós-produção doze, os executivos da Kennedy Miller Productions, produtora fundada por Miller, decidiram que o longa-metragem seria filmado inteiramente na Austrália.
Em meados de 1989, a dupla começou a procurar financiamento para o longa-metragem. Eles sabiam que teriam que recorrer a um dos grandes estúdios dos Estados Unidos, pois acreditavam que nenhuma companhia produtora da Austrália teria condições de investir num filme tão caro. Os maiores estúdios americanos inicialmente se entusiasmavam com o projeto, mas o interesse diminuía rapidamente ao avaliarem a proposta, pois ponderavam quão incerto seria investir num filme como aquele. Noonan comentou que isso se devia ao "conceito bastante radical" do projeto, que tinha "todos os ingredientes para dar errado: animais, efeitos especiais e filmagens ao ar livre e, portanto, sujeitas ao clima e às estações do ano". No final, a proposta foi aceita apenas pela Universal Pictures, que quase abandonou a produção pouco antes do início das filmagens.

### Locações e cenários

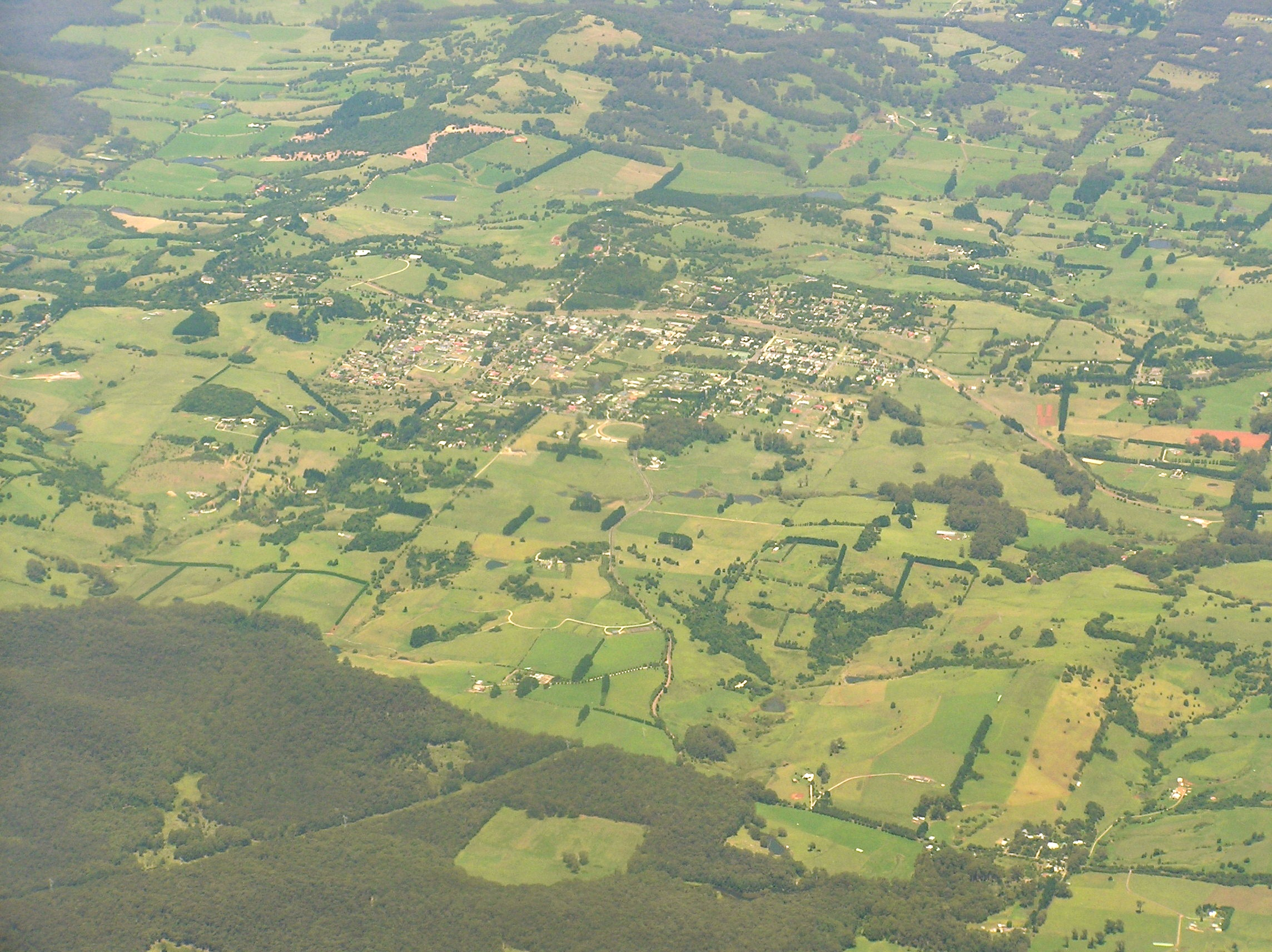
Vista aérea de Robertson, a pequena cidade australiana onde Babe foi filmado

Miller concluiu que o cenário principal do filme, a fazenda, deveria estar situado numa localidade que lembrasse um vale verdejante e que parecesse "parada no tempo". Ele encontrou esse visual na pequena cidade de Robertson, situada nas Terras Altas do Sul, uma área rústica a 128 quilômetros de Sydney, no estado australiano de Nova Gales do Sul. Miller e sua equipe chegaram em Robertson em 31 de dezembro de 1993 e ficaram admirados com as colinas da região, que consideraram perfeitas para a ambientação do longa-metragem.
A Kennedy Miller Productions concordou em desenvolver e dar tratamento paisagístico à área considerável que alugou para filmar Babe: estradas foram construídas, instalações de gás, eletricidade e água foram canalizadas, dois galpões e currais enormes foram construídos para abrigar os animais e uma fazenda e um celeiro exclusivos foram construídos para servir como a fazenda dos Hoggetts.
Quando o designer de produção Roger Ford se juntou ao projeto, Miller pediu-lhe que construísse uma casa de fazenda que funcionasse não apenas como um cenário, mas também como um personagem do filme. Ford comentou: "Se você olhar de perto, verá um rosto na frente da casa, com janelas formando os olhos. O diretor também sugeriu que "a parte externa do celeiro se assemelhasse a um animal neandertal grande e peludo, no qual um gigante pudesse subir e sair montado nele, e que o interior tivesse uma atmosfera que lembrasse uma catedral com teto abobadado".

### Escolha do elenco
O ator norte-americano James Cromwell, até então mais conhecido por seu papel de Stretch na série All in the Family, foi escolhido para interpretar o fazendeiro Arthur Hoggett. Ele revelou que, ao receber o convite, achou que o papel "parecia bobo" em razão de o personagem ter apenas 16 falas durante todo o filme. Entretanto, ele acabou ficando completamente envolvido e feliz com o projeto, comentando: "Eu sou o protagonista masculino de um filme importante, estou em quase todas as cenas e não me preocupo em memorizar frases", referindo-se ao fato de interpretar um personagem taciturno cercado por animais falantes.
Magda Szubanski, considerada a comediante mais popular e querida da Austrália, mas até então pouco conhecida internacionalmente, foi escalada para o papel de Esme Hoggett, a esposa de Arthur, sendo esta a sua estreia no cinema. Ela comentou que não fazia questão de aparecer esbelta diante das câmeras: "Gosto de ser gorda. É um bom visual. Sabe, se não houvesse gente gorda por perto, sentiríamos falta. Você teria que nos inventar". Apesar da aparência envelhecida mostrada no filme, Szubanski tinha apenas trinta e quatro anos na época das filmagens. Para combinar com seu colega Cromwell, que tinha então 55 anos, a atriz passava várias horas na cadeira de maquiagem para parecer muito mais velha.
Miller estava muito contente com os atores que interpretavam os Hoggett, afirmando que a dupla formava um ótimo casal: "Eles tinham exatamente o que estávamos procurando, essa qualidade que fica entre o livro de histórias e a realidade. Jamie [Cromwell] tem um rosto extraordinário [semelhante aos da] Ilha de Páscoa e um brilho juvenil no olhar. Magda, por sua vez, desafia a descrição, ela é um talento absolutamente único".
Para selecionar o dublador de Babe foram realizados muitos testes. Inicialmente a produção dispensou todos os candidatos adultos, assumindo que apenas uma criança seria capaz de transmitir a emoção necessária para o papel. Christine Cavanaugh, que havia sido escalada para interpretar Fly, a border collie maternal, conseguiu o papel de Babe após enviar aos produtores do filme uma fita com o nome Chris Cavanaugh. Dubladora de personagens geralmente masculinos e infantis como Chuckie (Rugrats) e Dexter (Dexter's Laboratory), Cavanaugh conseguiu convencer os cineastas graças à sua voz distintamente rouca. Ela afirmou que interpretou Babe como "uma versão muito jovem do garoto mais real que poderia fazer" e ressaltou que "Christopher Noonan estava mais preocupado em ter um personagem sincero e entusiasmado do que parecia".
Assim que a produção começou, o elenco visitou Robertson e os dubladores selecionados puderam conhecer e observar seus colegas animais. Dois dias depois, começaram a gravar suas falas. Danny Mann, intérprete de Ferdinand, disse ter se inspirado no personagem Ratso Rizzo, de Midnight Cowboy (1969), para criar a personalidade do pato. Hugo Weaving, que em 1994 destacou-se como Tick em The Adventures of Priscilla, Queen of the Desert, forneceu os vocais para Rex, o patriarca border collie. Miriam Margolyes veio de Londres para interpretar Fly, a companheira de Rex. As atrizes Miriam Flynn e Evelyn Krape dublaram, respectivamente, Maa e Ovelha Idosa, ovelhas envelhecidas; e Russie Taylor deu voz à Duquesa, uma gata "cujas palavras ferem mais profundamente que suas garras afiadas".

### Filmagens
Karl Miller (sem parentesco com George), que havia trabalhado em Beethoven e Beethoven's 2nd, foi contratado para treinar os animais. Ele revelou que a produção contou com 970 animais entre porcos, cães, gatos, vacas, cavalos, patos, cabras, ratos, pombos e ovelhas, dos quais 500 foram selecionados para o longa-metragem. "Além de cães, vacas e cavalos, pegamos animais filhotes e os criamos à mão desde a infância para o filme", relembrou o treinador.
O treinador chegou à Austrália com apenas dois assistentes dos Estados Unidos, mas logo teve de contratar outros 57, que foram selecionados a partir de um grupo de estudantes de agricultura e trabalhadores agrícolas australianos. Cada espécie de animal era treinada para reagir a um som específico. Os porcos respondiam a um estalido, ovelhas a uma pennywhistle, patos a uma campainha e cães à voz de seu adestrador. Quando os quatro grupos de animais trabalhavam em conjunto, o barulho no set era ensurdecedor e confuso, visto que os treinadores gritavam, simultaneamente, diferentes comandos aos bichos.
Os alimentos para os animais eram preparados com atenção aos aspectos nutricionais adequados e em quantidade matematicamente determinada. Karl explicou que os animais faziam uma única refeição por dia, mas quando estavam treinando ou filmando, era necessário "descobrir com antecedência quantas 'recompensas' ganhariam naquele dia e cortar sua comida em vários pedaços". O treinador acrescentou: "Se o trabalho dobrava, cortávamos os pedaços ao meio. Poderíamos aumentar o número de pedaços, mas não a quantidade de comida, porque, uma vez satisfeitos, eles paravam de trabalhar".
O papel principal foi desempenhado não apenas por um porco, mas sim por quarenta e oito. A razão para isso é que, como o porco doméstico é criado para crescer muito rápido, os animais escolhidos para o papel de Babe (um leitão pequeno) precisavam ser substituídos periodicamente; a cada três semanas, seis porcos eram criados. Prever os atributos físicos do leitão era muito importante, de modo que seria mais prático lidar apenas com suínos puro-sangue, o que levou os cineastas a optarem pela raça Large White Yorkshire. Todos os porcos selecionados eram fêmeas, pois a genitália dos machos ficava muito visível em cena, o que a produção concluiu que incomodaria o público.  Segundo uma matéria da Entertainment Weekly publicada na época, "o filme mantém o gênero de Babe deliberadamente não especificado, por causa de todas as filmagens por trás e ao nível do solo que precisaram ser feitas".
Aos catorze dias de vida, as leitoas ficavam aos cuidados da produção do filme. Durante duas semanas, os treinadores alimentavam-nas com mamadeiras e as tratavam afetuosamente. "Nós nos tornávamos mãe, pai, irmã e irmão delas", afirmou Karl. A partir da terceira semana, eles davam alimentos sólidos a elas e as ensinavam a obedecer aos comandos em troca de recompensas alimentares. Nessa etapa, Karl instruía seus assistentes a "não disciplinarem as porcas" para não deixá-las "amuadas" nem "tratá-las como bebês", pois isso as tornaria demasiadamente "extrovertidas". Esse treinamento básico se estendia por três semanas, seguidas de 28 dias de treinamento mais avançado, durante o qual as leitoas aprendiam a realizar acrobacias específicas visando prepará-las para atuar na frente das câmeras. Quando tinham entre 16 e 18 semanas de idade e, aproximadamente, 46 centímetros de altura, as porcas finalmente eram filmadas. Após as filmagens, elas foram enviadas para diferentes fazendas, onde viveram até seus últimos dias; segundo os produtores do filme, nenhum dos suínos foi abatido para consumo humano.
Encontrar o pato que desempenharia o papel de Ferdinand também foi um grande desafio para a equipe. O diretor queria um marreco corredor indiano, mas nenhum estava disponível na região naquele momento. Assim, a solução encontrada foi comprar ovos dessa raça de pato, os quais foram incubados no próprio escritório da Kennedy Miller Productions em Sydney. "Todos nós fazíamos questão de que os ovos fossem virados duas vezes por dia", relembrou o treinador Miller.
Como o clímax de Babe envolvia a capacidade do leitão de controlar um pequeno rebanho de ovelhas, o treinador de ovinos era vital para o projeto. Caroline Girdlestone veio da Nova Zelândia para esta tarefa e provou ser muito eficiente. Vestindo um poncho e munida com uma pennywhistle, a treinadora controlava seu rebanho e segurava uma lata grande cheia de pedaços de forragem que emitiam um ruído característico quando ela balançava o recipiente na intenção de ganhar a atenção dos tímidos animais. Os cineastas frequentemente passavam a maior parte do tempo entre uma filmagem e outra assistindo Girdlestone coreografando seu "balé bovino" para a equipe apreciativa.
Karl comentou que Cromwell se mostrava "natural com animais" durante as gravações e estava sempre disposto a atender às necessidades da equipe de filmagem para que os bichos atuassem na presença dele. O ator trazia os bolsos sempre cheios de comida e, muitas vezes, pouco antes ou depois da filmagem de um plano, ele se dispunha a dar comida a algum porco, sabendo que essa recompensa poderia fazer uma grande diferença no desempenho do animal. Noonan elogiou Crowwell e Szubanski como "heróis não celebrados trabalhando em meio ao caos", afirmando que "suas atuações nunca eram afetadas, pois eram capazes de bloquear as distrações e se concentrar".
Segundo Cromwell, houve uma certa tensão no set entre George Miller e Chris Noonan. Noonan depois reclamou: "Eu não quero fazer de George Miller um inimigo vitalício, mas eu penso que ele tentou levar crédito sozinho para produzir Babe, tentou me excluir de qualquer referência sobre o filme, isso me deixou muito inseguro... Era como se o seu guru lhe dissesse que você não é bom e isso é realmente desconcertante". Miller posteriormente respondeu: "Chris disse algo que é difamatório: que eu tirei o nome dele dos créditos em sites da internet, o que é absolutamente falso. [...] Eu tenho coisas mais importantes para me preocupar na vida do que isso... Quando se trata de Babe, entreguei a produção do filme para Chris como um prato cheio".

### Efeitos especiais
Miller e Noonan concluírem que o filme não funcionaria a menos que os animais parecessem realmente estar falando e interagindo entre si, e essa foi a maior dificuldade enfrentada pela dupla. Passaram-se seis anos desde o início do projeto até que duas tecnologias cruciais estivessem em vigor. A primeira foi a animatrônica, através da qual animais são simulados por bonecos feitos de borracha e controlados por computador. Essa técnica era necessária quando os personagens animais tinham que fazer expressões faciais que suas contrapartes reais não podiam fazer, para sequências em que a câmera era afastada dos bichos e seus treinadores não podiam chegar perto o suficiente para controlá-los, e para várias cenas em que os animais reais correriam o risco de se machucar ou morrer.
A fotografia digital e o processamento de imagens representaram o segundo avanço tecnológico, possibilitando que artistas de efeitos especiais apagassem digitalmente a boca de um animal vivo filmado e a substituíssem por outra, que falaria em sincronia com a dublagem do ator, podendo ser "incorporada" perfeitamente ao rosto do animal através do efeito morphing. Os olhos e as sobrancelhas dos animais também poderiam ser alterados de modo a imitar as expressões humanas ao falar. A empresa de animação e efeitos visuais Rhythm & Hues ficou incumbida dessa tarefa, criando mais de 100 imagens geradas por computador para Babe.
A meticulosa tarefa de criação dos clones animatrônicos ficou a cargo da Jim Henson's Creature Shop em Londres e da John Cox's Creature Workshop em Queensland, na Austrália. As peças deveriam ser réplicas exatas dos animais vivos, para que pudessem contracenar com estes sem que os espectadores percebessem a diferença. Depois que o elenco animal principal foi selecionado, a equipe de 16 escultores da Henson viajou até Sydney, onde, sob a supervisão do artista de efeitos visuais Neal Scanlan, posaram os animais. Scanlan comentou: "É de longe o trabalho mais difícil que já fizemos. Até então nossos animatrônicos nunca precisavam corresponder exatamente aos animais reais. Isso multiplicava o fator de dificuldade por dez". A John Cox's, por sua vez, criou exclusivamente os personagens animatrônicos das ovelhas falantes, as quais também necessitaram ser operadas por marionetistas.

George Miller revelou que recebeu de Stanley Kubrick (na imagem) importantes sugestões relacionadas aos efeitos especiais de Babe.

Criar um Babe animatrônico foi um grande problema, pois nenhum dos 48 leitões que fariam o papel ainda havia nascido. Um protótipo foi esculpido a partir de um grupo de Large White Yorkshires de 16 semanas de idade. Depois que os outros animais posaram para os artistas, as réplicas criadas foram levadas a Londres, onde receberam acabamento. Para cada personagem foi criado um animal que funcionava por controle remoto, possuindo sofisticados computadores sob sua pele e entranhas artificiais. Marionetes dos animais também foram criadas para serem operadas manualmente por marionetistas da Henson em cenas que exigissem que os personagens sentassem ou deitassem. Assim que a produção iniciou, os cosmeticistas que criaram os revestimentos realistas dos animais, após experiências consideráveis com vários corantes e pelos sintéticos, tiveram o trabalho minucioso de substituir, um a um, os pelos danificados durante as gravações. Na pós-produção, foram fornecidas fitas de áudio aos marionetistas para que eles programassem, por computador, os ajustes das falas às réplicas animatrônicas, sincronizando língua, lábio, mandíbula e movimentos faciais com os diálogos.
A réplica animatrônica de Babe foi usada para a filmagem de planos entre quatro e seis metros de distância ao redor do porco em todas as direções, uma vez que tais enquadramentos não deixavam lugar para o treinador se esconder, e para planos invertidos, nos quais o espectador vê o suíno conversando com outro animal e a visão é direcionada até o ombro do porco. Quando possível, o movimento da boca dos suínos reais era aprimorado por computador, outras vezes, o porco animatrônico era manipulado para pronunciar palavras.
Karl Miller comentou que o leitão animatrônico nunca fez uma cena inteira durante toda a filmagem e que porcos vivos estão na tela 96% das vezes. Na última sequência do filme, que mostra um close de Babe ao lado do fazendeiro, ele insistiu que um porco real realizasse a ação. "Foram necessárias várias tentativas para fazê-lo olhar para cima e inclinar a cabeça da maneira que queríamos, mas conseguimos o feito. Portanto, não deixe ninguém lhe dizer que não é um porco de verdade no final", relatou o treinador. Noonan, por sua vez, admitiu: "A animatrônica é brilhante. Mas se você deixar as coisas na tela por muito tempo, o público começa a perceber que não é orgânico. O olho humano tem a capacidade infalível de descobrir uma farsa".
Miller revelou numa entrevista concedida em 2016 que, enquanto estava na Inglaterra trabalhando nos efeitos práticos do filme, conversou extensivamente com Stanley Kubrick por telefone. Miller afirmou que, embora nunca tenha conhecido Kubrick pessoalmente, recebeu dele várias dicas e conselhos sobre como conseguir o efeito realista dos animais falantes, de modo que o cineasta teve considerável influência no resultado final do longa-metragem. Kubrick teria ficado muito interessado por Babe e quase chegou a verificar o andamento do projeto, mas um imprevisto familiar impediu que o encontro dos dois diretores se concretizasse.

### Visual dos animais
A artista de cabelo e maquiagem Carolyn Tyrer ficou responsável pelo tratamento visual dos animais do filme. Seu trabalho consistia, por exemplo, em afixar apliques na pelagem de porcos e na plumagem de patos para deixá-los mais "apresentáveis" diante das câmeras. Todos os adereços tinham que ser feitos em quantidade múltipla, pois os animais deveriam ser intercambiáveis. "Para Babe eram seis, quatro para Fly, quatro para Rex, quatro para Maa, quatro para a ovelha idosa, dois para o cavalo e até 16 para Ferdinand. Graças a Deus, a vaca Whiskey era perfeita", explicou Tyrer. Quando as cenas exigiam o uso de criaturas animatrônicas, os adereços deveriam ser criados de modo a combiná-las perfeitamente com as contrapartes vivas.
Durante a pré-produção, Miller decidiu que Babe deveria ter alguma marca visual facilmente identificável. A solução encontrada exigia que Tyrer afixasse um pequeno tufo de pelos na testa da estrela suína. Além disso, os cílios das leitoas tinham que ser continuamente tingidos de preto, pois suas pestanas brancas normais tinham o efeito de "esconder seus olhos adoráveis". Para dar ao pato Ferdinand uma aparência cansada, a maquiadora teve que criar olheiras para a ave. Maa e Ovelha Idosa tiveram que ser envelhecidas com maquiagem especial e os orifícios nas orelhas de todos os carneiros tiveram que ser preenchidos com cera.

### Música

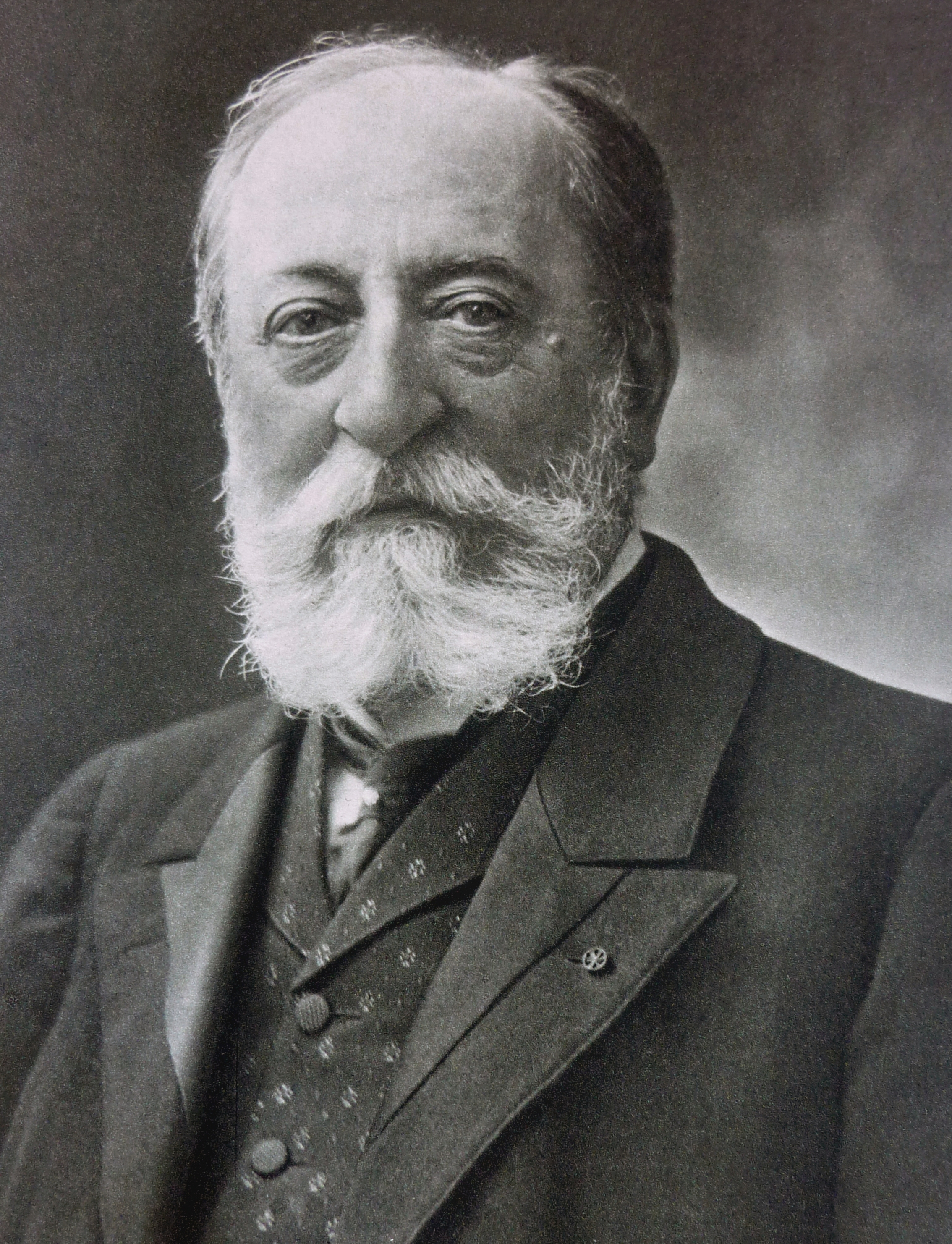
O tema principal de Babe, "If I Had Words", é uma adaptação de um trecho da Sinfonia nº 3, do compositor francês Camille Saint-Saëns.

A partitura musical de Babe foi composta por Nigel Westlake e interpretada pela Orquestra Sinfônica de Melbourne. Partes de canções orquestrais clássicas de compositores franceses do século XIX, tais como Leo Delibes, Gabriel Fauré e Georges Bizet, são usadas ao longo do filme, mas são disfarçadas de várias maneiras e muitas vezes integradas por Westlake em sua trilha sonora. Foram usados ainda breves trechos de uma partitura do compositor norte-americano Richard Rodgers.
A música tema "If I Had Words" (letra de Jonathan Hodge), cantada por Hoggett para animar Babe, é uma adaptação da parte final do trecho Maestoso da Sinfonia nº 3 de Camille Saint-Saëns, e foi originalmente apresentada em 1977 por Scott Fitzgerald e Yvonne Keeley. Esta música também é repetida ao longo da partitura do filme; nos créditos finais, a versão original da canção de Fitzgerald e Keeley é tocada de forma acelerada para dar a impressão de que são os três ratinhos do filme que estão cantando.
A respeito da canção, Miller comentou: "Era como se tivesse sido escrito para este filme. Temos um fazendeiro que fala pouquíssimas palavras e um porco que não pode falar com seres humanos e, apesar disso, existe uma conexão entre eles". Ainda assim, eles inicialmente hesitaram em usar a música, com receio de parecer muito "brega". A decisão de usá-la foi tomada pouco tempo antes das filmagens da cena do canto de Hoggett.
Em 2015, marcando os vinte anos do lançamento de Babe nos cinemas, a ABC Classics disponibilizou pela primeira vez um álbum com a trilha sonora instrumental do longa-metragem. Para o lançamento, Westlake revisitou suas orquestrações originais e trabalhou novamente com a Orquestra Sinfônica de Melbourne. Como resultado, foram gravadas 19 faixas como um trilha sonora autônoma e em versão integral.

## Recepção

### Lançamento
Babe estreou nos Estados Unidos em 4 de agosto de 1995, sendo distribuído pela Universal Pictures. O longa não contou com uma grande campanha de divulgação antes de seu lançamento e as expectativas de sucesso comercial eram baixas. Na Austrália, após uma pré-visualização de fim de semana, o filme foi lançado em 14 de dezembro do mesmo ano, a tempo da temporada de Natal/Ano Novo, com distribuição da United International Pictures. No Brasil, foi lançado em 22 de dezembro de 1995 e tornou-se o quarto filme mais visto nos cinemas país naquele ano, com um público estimado em 578 090 espectadores.
Por conta do personagem central do filme ser um porco, Babe inicialmente teve sua exibição proibida nos cinemas da Malásia em 2005, pelo fato de o filme não estar de acordo com o Halal da lei islâmica, que considera os suínos animais impuros. Contudo, essa decisão acabou sendo anulada quase um ano depois e o filme acabou sendo lançado diretamente em vídeo naquele país, sendo também exibido na televisão.

### Bilheteria
Em seu fim de semana de estreia nos Estados Unidos, o filme arrecadou cerca de 8,7 milhões dólares em 1 591 cinemas, alcançando a terceira maior bilheteria semanal. No total, Babe obteve, aproximadamente, 63,6 milhões de dólares em território norte-americano. O longa-metragem arrecadou na Austrália 36,7 milhões de dólares e um pouco mais de 254 milhões mundialmente, tornando-se um dos maiores sucessos de bilheteria de 1995.

### Crítica
Babe recebeu aclamação da crítica. No agregador de críticas cinematográficas Rotten Tomatoes, é aprovado por 97% dos críticos com base em 70 avaliações, sendo acompanhado do seguinte consenso: "O raro filme para toda a família, com coração tão grande quanto o seu orçamento para efeitos especiais, Babe oferece entretenimento atemporal para espectadores de todas as idades". O Metacritic atribuiu-lhe uma pontuação de 83/100, com base em 16 avaliações, indicando "aclamação universal".
Roger Ebert atribui três de quatro estrelas a Babe e o considerou "um filme feito com charme e inteligência" que "é tão bem feito que os adultos também acham divertido — talvez mais do que algumas crianças, pois perceberão a inventividade presente nele". Susan Wloszczyna, do USA Today, classificou o filme com três estrelas e meia em quatro, descrevendo-o como "uma fábula em live-action sobre um porco corajoso que vence o preconceito como um Jackie Robinson rural e [que] está numa categoria própria quando se trata de encantamento". Ambos os críticos compararam Babe a Gordy, outro filme infantil lançado em 1995 e também protagonizado por um porco falante, mas que foi recebido com críticas bastante negativas. Ebert alertou os espectadores a não confundirem os dois filmes.
Terrency Rafferty, da The New Yorker, elogiou Babe como "uma fábula adorável, teimosamente idiossincrática, de aspiração e sobrevivência — uma comédia animal muito mais divertida e inteligente que qualquer filme recente sobre relacionamentos humanos". Lisa Schwarzbaum, da Entertainment Weekly, classificou-o com uma nota A (em escala de A+ a F), descrevendo-o como "um filme-família encantador, elegante e gracioso, ambientado numa fazenda de contos de fadas". Peter Stack, do San Francisco Chronicle, disse: "Babe é o melhor filme de porco falante de todos os tempos [que] se não se tornar um dos maiores sucessos da temporada, há algo errado com o mundo".
Em sua crítica no Los Angeles Times, Kenneth Turan comentou que "Babe acaba sendo aquele filme raro que cumpre todos oa seus objetivos reconhecidamente modestos". O Washington Post dedicou duas críticas ao filme: Desson Howe afirmou que "Miller e o diretor Chris Noonan transformaram o que poderia ser um esquecível filme para criancinhas em algo ágil e provocador", enquanto Rita Kempley o definiu como "uma alegoria cômica cativante sobre a ousadia de ser diferente diante da conformidade". Marc Savlov, do The Austin Chronicle o descreveu como "possivelmente um dos filmes infantis mais fofos já feitos" e lhe atribuiu três estrelas e meia de cinco.
Leonard Klady, da Variety, destacou como principal ponto positivo do filme sua "história completamente convincente" que se sobressai diante do "deslumbrameto tecnológico" da produção. Stephen Holden, em crítica no New York Times, disse que Babe "mantém um toque refrescante e leve numa fábula sobre individualismo e conformidade", destacando como único ponto incongruente sua "trilha sonora arrogante ao estilo ‘Rocky’, que trata as aspirações ovinas de Babe como uma busca olímpica pelo ouro".
Apesar da recepção amplamente positiva, também houve algumas críticas desfavoráveis. A revista People disse que "a trama [...] fornece uma lição digna para crianças, mas isso acontece como se Animal Farm, de George Orwell, fosse contado por Barney"; e também criticou os efeitos especiais: "os animais da fazenda têm rostos poucos expressivos — um pato falante não está muito longe de um guarda-chuva falante — e a novidade das ovelhas [movendo] os lábios [...] empalidece rapidamente, pelo menos para um adulto". Madeleine Williams, do Cinematter.com, concluiu que "no final, os momentos mais impressionantes do filme parecem ser os técnicos, e não o enredo".

### Reconhecimento
Em 1996, Babe recebeu sete nomeações ao Oscar, o que causou bastante surpresa na época, inclusive ao próprio Noonan, que comentou: "O que me impressionou quando soube de nossas indicações é que foi um voto autêntico de originalidade este ano". Segundo ele, o filme teve esse reconhecimento por ter atraído a atenção dos adultos: "Indo além da superfície, é realmente sobre vida e morte, preconceito, problemas que enfrentamos todos os dias". O longa-metragem foi indicado para Melhor Filme, Melhor Diretor, Melhor Ator Coadjuvante (James Cromwell), Melhor Direção de Arte, Melhor Edição, Melhor Roteiro Adaptado e venceu o Oscar de Melhores Efeitos Visuais.

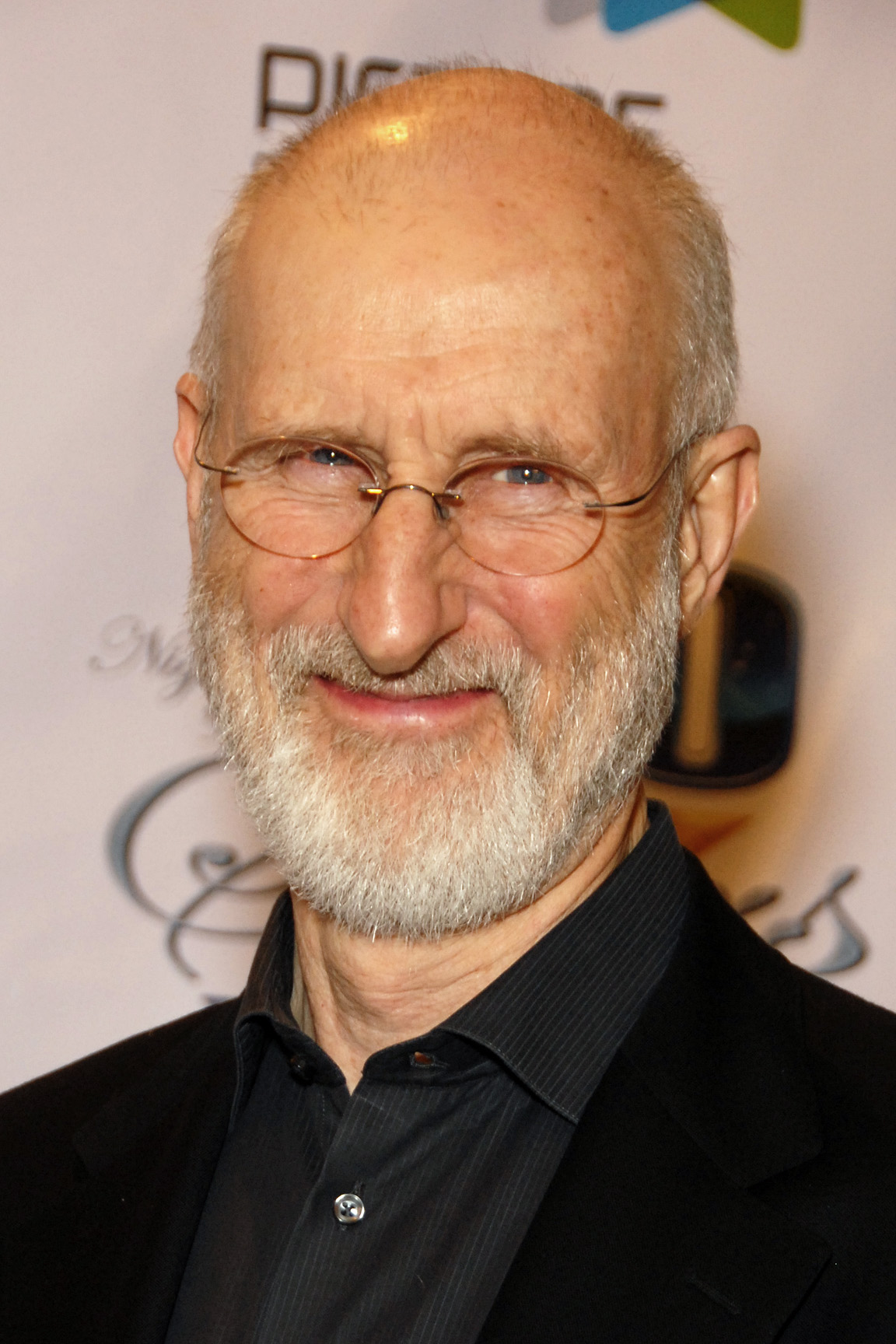
Por sua interpretação do fazendeiro Arthur Hoggett no filme, James Cromwell foi indicado ao Oscar de melhor ator coadjuvante.

Também em 1996, o longa-metragem venceu nas categorias de Melhor Filme - Comédia ou Musical do Globo de Ouro  e na de Melhor Filme de Fantasia do Prêmio Saturno, ao qual também foi nomeado na categoria de Melhor Roteiro. Westlake venceu o APRA Music Award por seu trabalho na trilha sonora do filme. Na edição dos Prêmios BAFTA, Babe foi nomeado nas categorias de Melhor roteiro adaptado, Melhor filme, Melhores efeitos visuais e Melhor edição. Devido ao grande sucesso do filme, um leitão real foi levado à cerimônia desta última premiação para representar o personagem.
Ainda em 1996, Andrew Lesnie recebeu, por seu trabalho no filme, o Prêmio Milli de Cinematografista do Ano pela Australian Cinematographers Society e o longa-metragem também venceu o Prêmio Especial Critics' Choice de Filme Família, bem como o British Comedy Award de Melhor Filme de Comédia, o Genesis Award, o Studio Crystal Heart Award, o National Society of Film Critics Award de Melhor Filme e o prêmio Goldene Leinwand, na Alemanha.
Por seu trabalho como diretor, Chris Noonan venceu o Prêmio New York Film Critics Circle de 1995, o London Film Critics' Circle Award de 1996, (o filme também venceu na categoria Filme do Ano) e o Film Critics Circle of Australia Award de 1997 (Nigel Westlake também venceu na categoria de Melhor Música Original). O longa-metragem também foi reconhecido por sua edição de som, vencendo em 1996 o Prêmio Golden Reel da Motion Picture Sound Editors. Ainda em 1997, Babe foi introduzido ao Hall of Fame da Online Film & Television Association.
No Awards Circuit Community Awards de 1995, a obra foi nomeada às categorias de Melhor Ator Secundário (Cromwell), Melhor Roteiro Adaptado (Miller e Noonan), Melhores Efeitos Visuais e Melhor Trilha Sonora Original (Westlake). Em 1996, recebeu indicações ao Chlotrudis Award de Melhor Filme e Melhor Ator Secundário (Cromwell); ao Dallas-Fort Worth Film Critics Association Award de Melhor Filme; ao Humanitas Prize na Categoria de Longa-metragem (Miller e Noonan); ao Kids' Choice Award de Estrela Animal Favorita; ao Writers Guild of America Award de Melhor Roteiro Baseado em Material Previamente Produzido ou Publicado; e ao Young Artist Award de Melhor Filme Família – Musical ou Comédia.
Em 2006, o American Film Institute nomeou Babe como o octogésimo filme mais inspirador da América. Em 2016, o longa-metragem venceu o Prêmio de Melhor Roteiro Adaptado e foi indicado nas categorias de Melhor Filme, Melhor Direção de Arte (Roger Ford) e Melhores Efeitos Visuais na edição do 20/20 Awards, uma premiação que reavalia anualmente o Oscar dos 20 anos anteriores.

## Temas e análises

### Linguagem fabulesca
Em análise intitulada Babe: O Porquinho Atrapalhado e Transgressor, publicada no website brasileiro Cinematório, o crítico Fernando Machado comenta que o filme subverte os símbolos e as representatividades das fábulas, narrativas nas quais os personagens são animais que representam características humanas previamente estabelecidas para eles. O autor comenta que "Miller opta por uma fábula que questiona exatamente os papéis e símbolos sociais arbitrariamente impostos a cada um de nós". Na fazenda, onde cada animal têm um papel pré-definido, Babe passa a sofrer com a zombaria dos outros animais por não se enquadrar no que é socialmente aceito.
Wenceslao Machado Oliveira Junior, em artigo publicado no portal de periódicos Educação: Teoria e Prática, da Universidade Estadual Paulista, observa que outra característica de Babe que lembra as fábulas é ter uma moral ao seu final. No filme os animais representam diversos tipos humanos, desde crianças até adultos. O leitão "faz uma analogia direta com uma criança indefesa e a cadela com uma mãe-mulher protetora e boa". Há uma antropomorfização dos animais (que passam a deter sentimentos morais como amizade, paciência, amor materno, medo e vontade de poder), ao mesmo tempo em que suas características biológicas, tais como alimentação e velocidade, são, de maneira geral, preservadas. Esses elementos levam o estudioso a comparar o filme aos desenhos animados, cujas raízes narrativas também são as fábulas.
Segundo Oliveira Junior, alguns animais do filme reforçam as imagens tradicionalmente associadas a eles. A cadela Fly e o cão Rex reafirmam que "a espécie animal canina se comporta como mãe devotada e fiel ao dono", a ovelha reforça "a imagem dessa espécie como animais bons e meigos" e a gata "reafirma velhas ideias do gato como um animal traiçoeiro e esnobe". O autor destaca que o pato Ferdinand "é tão antropomorfizado em suas características de personagem que perde praticamente toda a sua natureza de pato, preservando apenas o jeito desengonçado de andar". Dessa forma, ele seria "um excelente representante do pensador racional" e o único personagem animal com algum senso crítico sobre as ações dos seres humanos, pois não admite ser pato por saber que sua função é se tornar comida. Ele não é nem bom nem mau e faz comentários por vezes ácidos, como quando diz que "Natal é carnificina"; entretanto, por ser engraçado, sua crítica acaba caindo "no vazio do riso fácil".
O autor compara o filme ao conto O Patinho Feio, visto que ambas as obras apresentam a mesma temática central: um animal que age como outro animal. Tanto o porquinho quanto o cisne "superam as espécies às quais quiseram pertencer" e, no final, são plenamente recompensados por todo o sofrimento da não aceitação que enfrentam. Entretanto, enquanto o cisne não assume as características de pato e termina em lugar privilegiado justamente por manter a graciosidade dos cines, o suíno assume gradativamente as características do cão pastor (fidelidade, guarda), mas mantém suas "particularidades humanas" (educação, compreensão, bondade), tornando-se, assim, um vencedor. Segundo o autor, as duas histórias possuem finais felizes, mas que "dizem de preceitos morais diversos, no limite, antagônicos".

### Enfrentamento ao preconceito

Momento em que Arthur e Babe caminham entre a multidão que os ridiculariza

Segundo Machado, Babe cria "um paralelo entre aquela fazenda e todo conservadorismo de nossa sociedade que reprime desde a infância qualquer desvio social". O porquinho inspira-se na cadela Fly, sua "mãe adotiva", e passa a agir como cão pastor, sendo duramente repreendido por Rex, parceiro de Fly. Machado afirma que a atitude de Rex lembra a de "muitos pais [que] reprimem seus filhos que porventura venham a se desviar do padrão heteronormativo". Além de trazer peso emocional ao pequeno porco, a rejeição "traz também uma desorientação quanto ao que ele realmente é". Nesse sentido, o autor destaca uma cena que mostra Babe acuado e confuso com as dúvidas em sua mente como uma das mais sensíveis do filme, assim como um momento do segundo ato no qual o porquinho, sem a devida orientação, questiona seu lugar no mundo, algo que é típico da adolescência. Passada a fase de auto-aceitação, Babe precisa enfrentar o preconceito e a falta de aceitação dos demais animais da fazenda e dos humanos.
Machado destaca ainda que a sequência na qual uma multidão aponta os dedos para o porco e seu dono durante o campeonato de cães pastores remete a um fato histórico ocorrido em 4 de setembro de 1957 nos Estados Unidos. Nesse dia, Elizabeth Eckford e outros oito estudantes negros tentaram entrar na Little Rock Central High School, instituição reservada apenas para estudantes brancos. Naquela ocasião, um grande número de pessoas, proferindo insultos racistas contra Elizabeth, impediu a entrada dos estudantes. Machado comenta que a imagem da estudante caminhando sob os insultos parece ser representada na cena do filme.

### "Ideologia da mudança"
Em seu artigo, Oliveira Junior também discute Babe como um filme que vende ideais típicos do cinema de Hollywood, visto que, apesar de ter um diretor australiano, foi produzido por um grande estúdio dos Estados Unidos. O autor chama tais ideais de "ideologia da mudança", cujos princípios garantem o sucesso da indústria cinematográfica do país e são fundamentados em dois vértices básicos e interdependentes: a ideia do "indivíduo possuindo a força para mudar o mundo" e a de que "o novo, a novidade, é o melhor para todos", de modo que os produtos hollywoodianos "dizem sutilmente que tudo que é existente pode ser mudado pela intervenção de um indivíduo, desde que ele seja respeitador, verdadeiro, honesto e, acima de tudo, crente". Assim, segundo o estudioso, o filme conta uma história bem comum, onde as coisas incialmente dão errado e vão dando certo à medida que a trama se desenvolve.
Para o autor, o fio narrativo da história de Babe é a entrada do porquinho na vida adulta, "simbolizada pela sequência em que o portão abre-se e [ele] vai até o pasto onde estão as ovelhas. [...] O lugar do porquinho-criança era dentro do portão, protegido. Ao sair ele entra em contato com o mundo de fora, onde a sua proteção já não é garantida". Na trajetória da inocência infantil até a consciência adulta, Babe será exposto a muitos ensinamentos e experiências, os quais o tornarão apto a ser aceito e respeitado naquela sociedade, tanto entre os outros animais quanto entre os humanos; nestas situações, serão expostos os valores acerca de atitudes e, no resultado final, encontra-se o valor a ser perpetuado nos espectadores. É como se tudo no mundo conspirasse inexoravelmente para o lado do Bem, como se observa na sequência em que Babe enfrenta cães invasores para salvar sua amiga ovelha, é quase morto pelo fazendeiro que pensa que ele matou a ovelha, mas no último minuto o leitão é salvo por uma junção dos latidos da cadela e do chamado da esposa do dono. A boa atitude de Babe resulta, finalmente, na crença do fazendeiro de que ele tinha, de fato, vocação para cão pastor.

### Aspectos psicológicos
Oliveira Junior destaca a presença em Babe de certas ideias psicológicas de que os personagens de filmes para adultos devem ser geralmente humanos, enquanto os de longas voltados para crianças devem ser animais. Acredita-se que espectadores adultos identificam-se melhor com homens e mulheres como eles, mas com características melhores: mais bonitos, mais fortes e mais inteligentes; e que o público infantil tem maior identificação com o universo dos bichos, principalmente filhotes, os quais estão em sua infância animal. Esses animais ocupariam o mesmo lugar nas estruturas familiares e sociais que as crianças. Esse recurso é notado de maneira mais radical nos desenhos animados televisivos, nos quais os personagens são quase sempre animais domésticos.
Ele enfatiza ainda que parece haver no filme "uma valorização sutil da vocação" pelo fato de que, no final, Babe atinge seu objetivo de se tornar "outro bicho", mas o pato Ferdinand, que pretendia "ser um galo", não. É como se o filme transmitisse a mensagem de que "só alcança seus objetivos quem segue sua vocação, seu sentimento interior". O autor entrevém uma mensagem de forte viés psicológico, cujo eixo seria o de demonstrar o processo de individuação pelo qual todas as crianças passam. Inicialmente, o porquinho era apenas mais um no meio de tantos outros, sem identidade própria. Após ser deslocado da massa uniforme de suínos e ser adotado por Fly, ele ganha identidade, dentro do novo grupo que o acolheu, o que deixaria uma mensagem clara: "se a criança ou adolescente não recebe amor em casa receberá em outro lugar do qual passará a fazer parte (por exemplo, as turmas de amigos, as gangs de rua)".
O autor conclui que parece haver em Babe uma analogia entre os porcos e a juventude pobre. Ele comenta que uma das interpretações possíveis sobre a mensagem geral do filme seria a ideia de que os porcos (jovens pobres) continuarão vivendo como porcos (na pobreza) a menos que obedeçam os adultos e consigam a "senha para domar as ovelhas" (alcançar sucesso na vida). A mensagem também poderia ser a de que "para nos destacarmos e termos alguma esperança [...] de sobrevivermos sem nos tornarmos carne indiferenciada (massa), basta o fato de termos nascido diferentes, como foi o caso de Babe". Finalmente, uma terceira interpretação seria a de que as duas primeiras devem ser consideradas, mas levando-se em conta que uma forte mediação do apoio familiar (representada pela cadela Fly) e da educação para o trabalho (representada pelo fazendeiro) são fundamentais nesse processo.

## Adaptações para outras mídias

### Mídia doméstica
Babe foi lançado em VHS nos Estados Unidos pela Universal Home Video, em 1996. O vídeo foi apresentado no formato NTSC e, como material bônus, a fita trazia trailers de The Adventures of Timmy the Tooth, The Land Before Time III: The Time of the Great Giving e Francis the Talking Mule. A Universal Home Entertainment relançou o filme em VHS em 1998 e 2003, como parte da série The Universal Family Features.
A Universal Home Video também lançou o longa-metragem no formato laserdisc em 16 de abril de 1997. Uma das primeiras edições em DVD foi disponibilizada no Reino Unido em 12 de julho de 1999 pela Sony Pictures Home Entertainment, apresentando o filme no formato widescreen. O filme foi lançado em Blu-ray em 5 de abril de 2011; além de trazer o filme em sua proporção de tela original (1.85:1), a edição conta com material bônus, como comentários de George Miller, making-of e recursos interativos.

### Livros
O roteiro de Babe foi adaptado para uma série de livros infantis, a qual conta com mais de quarenta edições, algumas das quais apresentaram novas histórias ambientadas no mesmo universo do filme. O próprio livro original de Dick King-Smith, The Sheep-Pig, recebeu dezenas de novas edições e adaptações. Nos Estados Unidos, a série foi lançada com o título Babe The Gallant Pig, de acordo com a versão estadunidense do título do filme. Apesar de a Kennedy-Miller Productions se opor a essa renomeação da obra, os livros continuaram sendo impressos com esse título no país.

## Impacto cultural e legado
Quando Babe foi lançado nos Estados Unidos, foi relatado que "ativistas de todo o país permaneciam nas entradas dos cinemas distribuindo panfletos que mostravam os abusos cometidos contra os porcos na vida real". A popularidade do filme e e a afeição dos espectadores por seu protagonista tiveram um efeito marcante no crescimento do vegetarianismo, particularmente entre os jovens. O estilo de vida vegetariano passou a ser tão difundido que ficou conhecido como "The Babe Effect" ("O Efeito Babe") e os fãs do filme que pararam de comer carne ficaram conhecidos como "Babe vegetarians" ("vegetarianos de Babe").
Em dezembro de 1995, apenas quatro meses após o filme chegar aos cinemas, a revista Vegetarian Times publicou uma matéria sobre os problemas enfrentados pela indústria de carne suína. A escritora Amy O'Connor apontou como um dos fatores que contribuíram para a queda da indústria "o filme Babe, com um adorável protagonista suíno e uma forte mensagem vegetariana". Ela observou ainda que "este ano, o Departamento de Agricultura dos Estados Unidos mostrou uma demanda estagnada de carne de porco, enquanto as vendas no varejo de carnes enlatadas, como Spam, atingiram a maior baixa em cinco anos".
Estudos indicam que o longa-metragem também promoveu uma visão mais compreensiva das capacidades intelectuais, emocionais e sociais dos animais não-humanos. A autora Laura Elaine Hudson, em sua tese The Apocalyptic Animal of Late Capitalism, comenta que algumas fontes afirmaram que as vendas de suínos teriam caído 25% nos Estados Unidos na época do lançamento do filme, mas que tal alegação não pode ser comprovada. Em contrapartida, a estudiosa descobriu que as vendas de porcos de estimação aumentaram naquele período, assim como, consequentemente, o número de porcos abandonados.
James Cromwell tornou-se um vegetariano ético como resultado de interpretar o fazendeiro Arthur Hoggett, dizendo: "Eu decidi que, para poder falar sobre este filme com convicção, eu precisava me tornar vegetariano". Em 1996, ele organizou um jantar vegetariano para os desabrigados de Los Angeles visando um "Natal mais compassivo", com a intenção de mostrar uma visão contrária à de Ferdinand no filme, quando o personagem diz que "Natal é carnificina". Desde sua participação no filme, Cromwell considera-se vegano e tem defendido inúmeras causas de proteção animal, como o combate ao uso de animais para entretenimento e pesquisas industriais, o abate de cavalos e a prática da caça com cães; o ator já chegou a ser preso em algumas ocasiões por seu envolvimento em protestos a favor da causa animal.
Os efeitos especiais do filme, considerados inovadores para a época, tornaram-se referência para outras produções ao longo dos anos. Em 2019, o diretor Jon Favreau comentou que o longa-metragem foi uma das principais inspirações para a refilmagem de The Lion King, que investiu no realismo ao usar animais falantes. "[Babe] mostrou que não era preciso ter rostos humanos em animais para emocionar o público. Isso também acontece com documentários de animais da BBC", afirmou o diretor.

## Obras citadas
- Robinson, Alan G.; Stern, Sam (1998) [1997]. «Diverse Stimuli». Corporate Creativity (em inglês). San Francisco: Berrett-Koehler Publishers. ISBN 1-57675-049-3. Consultado em 12 de janeiro de 2020 – via Google Livros
- Oliveira Junior, Wenceslao Machado (1998). «Um Porco em Sala de Aula: reflexões de um professor acerca de um "filme infantil"» (PDF). Universidade Estadual Paulista. Educação: Teoria e Prática. 6 (10/11). Consultado em 23 de fevereiro de 2020. Cópia arquivada em 23 de fevereiro de 2020